# Блестяща цветарница
Блестящата цветарница (Diglossa lafresnayii) е вид птица от семейство Тангарови (Thraupidae). Видът е незастрашен от изчезване.

## Разпространение
Разпространен е в Колумбия, Еквадор, Перу и Венецуела.